# Photomath
Photomath je mobilna aplikacija koja je opisana kao „kamera-kalkulator“ koja koristi kameru mobitela kako bi prepoznala matematičke jednadžbe i prikazala na zaslonu njihovo rješenje korak po korak. Aplikacija je besplatna i dostupna za iOS i Android. Aplikaciju je 2014. godine izdala zagrebačka tvrtka Microblink s registriranim sjedištem u Londonu. Tvrtka se specijalizira za softvere za prepoznavanje teksta.
Od 2016. godine aplikacija osim tiskanoga teksta prepoznaje i rukopis. te pruža detaljne korake za rješavanje matematičkih jednadžbi.
Od 2017. godine Photomath operira kao odvojena tvrtka.
Od 2021. Tvrtka Photomath objavila je osigurala 23 milijuna dolara za financiranje iz serije B, pod vodstvom investitora Menlo Ventures, a uz sudjelovanje GSV Ventures, Learn Capital, Cherubic Ventures i Goodwater Capital.
Photomath se nalazi na trećem mjestu na popisu 20 najboljih aplikacija za podučavanja i učenje. Photomath je od učitelja dobivao pohvale i kritike.
Photomath je preuzet više od 100 milijuna puta na Google Playu.